# Ghiacciaio Lister
Il ghiacciaio Lister è un ghiacciaio lungo circa 16 km situato nella regione centro-occidentale della Dipendenza di Ross, nell'Antartide orientale. Il ghiacciaio, il cui punto più alto si trova a circa 2200 m s.l.m., si trova nell'entroterra della costa di Scott e ha origine da un circo glaciale situato poco a nord del monte Lister, nel versante nord-orientale della dorsale Royal Society, da dove fluisce verso nord-est, scorrendo lungo il versante orientale dell'altopiano Chaplains, fino a unire il proprio flusso a quello del ghiacciaio Blue.

## Storia
Il ghiacciaio Lister è stato mappato e così battezzato dai membri del reparto neozelandese della Spedizione Fuchs-Hillary, condotta dal 1956 al 1958. Il nome deriva da quello del vicino monte Lister, a sua volta così chiamato agli inizi del Novecento in onore di Joseph Lister presidente della Royal Society dal 1895 al 1900.